# Amblyopsis rosae
Espèce
Statut de conservation UICN

 NT  : Quasi menacé
Amblyopsis rosae est un poisson aveugle de la famille des Amblyopsidae. Il vit uniquement dans des grottes (cavernicole) de rivières aux États-Unis au Missouri, Oklahoma et Arkansas autour des monts Ozark d'où son nom américain Ozark cavefish traduisible par poisson cavernicole des monts Ozark.